# Northwood Hills (metrostation)
Northwood Hills is een station van de metro van Londen aan de Metropolitan Line. Het metrostation, dat in 1933 is geopend, ligt in de wijk Northwood.

## Geschiedenis
Op 1 september 1887 verlengde de Metropolitan Railway (MR), de latere Metropolitan Line, haar westlijn van Pinner naar het dorp Rickmansworth in Hertfordshire met onderweg een station bij Northwood. Op 15 maart 1899 begon ook de treindienst van de Great Central Railway GCR deze te gebruiken toen haar lijn uit Rugby bij Aylesbury op de MR werd aangesloten. De GCR nam echter in 1906 eigen sporen tussen Aylesbury en Marylebone ten zuiden van Harrow in gebruik uit ontevredenheid met het gemengde bedrijf van metro en trein. In 1915 kwam de reclame-afdeling van MR met de naam Metroland voor het plan om mensen uit het centrum van Londen naar nieuw te bouwen wijken, onder meer rond Northwood, in het landelijke Middlesex te laten verhuizen. In het interbellum voerde de MR een moderniseringsprogramma door, in het kader hiervan werd in 1925 de lijn ten oosten van Rickmansworth geëlektrificeerd.

## Metroland
De groei van de woonwijken langs de lijn was aanleiding voor een toegevoegd station, Northwood Hills, dat op 13 november 1933 werd geopend. De naam van het station was de uitkomst van een prijsvraag die gewonnen werd door een vrouw uit North Harrow ondanks dat het station lager ligt dan Northwood zelf. In de jaren vijftig van de 20e eeuw werd, naar aanleidng van de bevolkingsgroei ten westen van Rickmansworth, een extra dubbelspoor gelegd parallel aan de metrosporen. Deze sporen werden tussen juni 1958 en juli 1962 gebouwd en meteen geëlektrificeerd. Zodoende konden de sneldiensten van de metro en de voorstadsdiensten met dieseltreinstellen van/naar Marylebone, Northwood Hills passeren zonder het overige metroverkeer te hinderen.

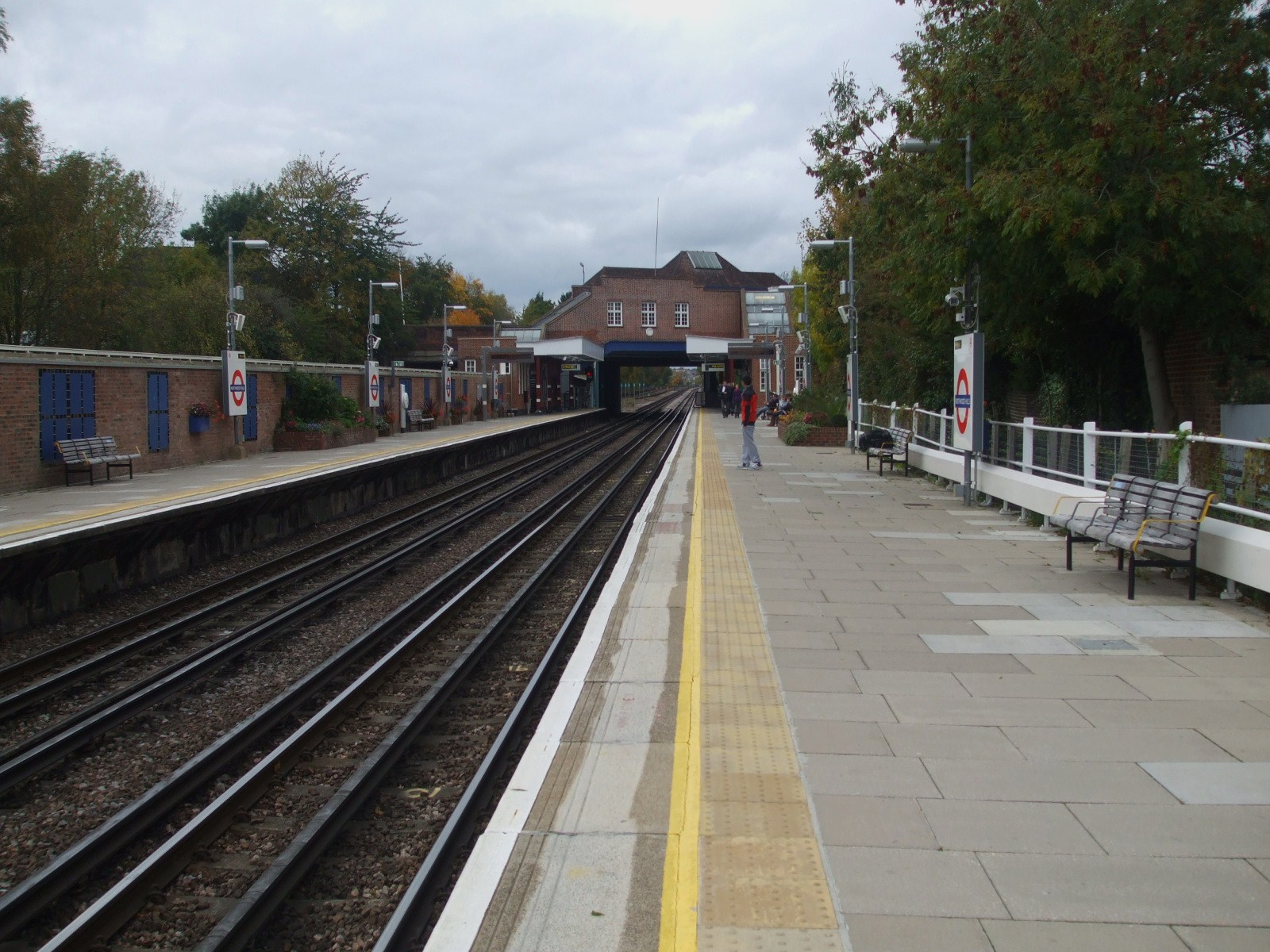
Het station gezien uit het oosten.
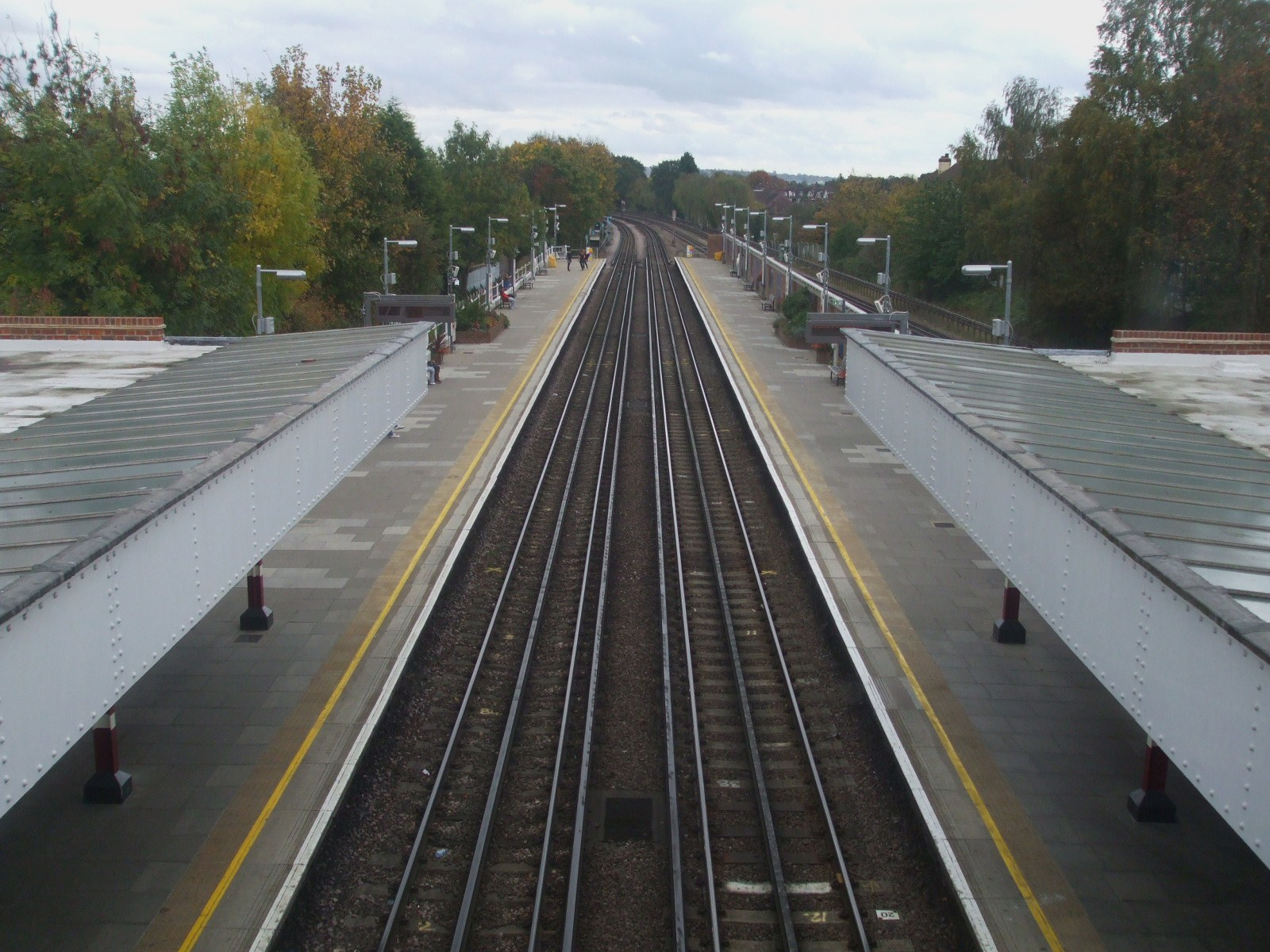
De sporen en perrons gezien uit het stationsgebouw, rechts de sporen voor de sneldienst en trein.
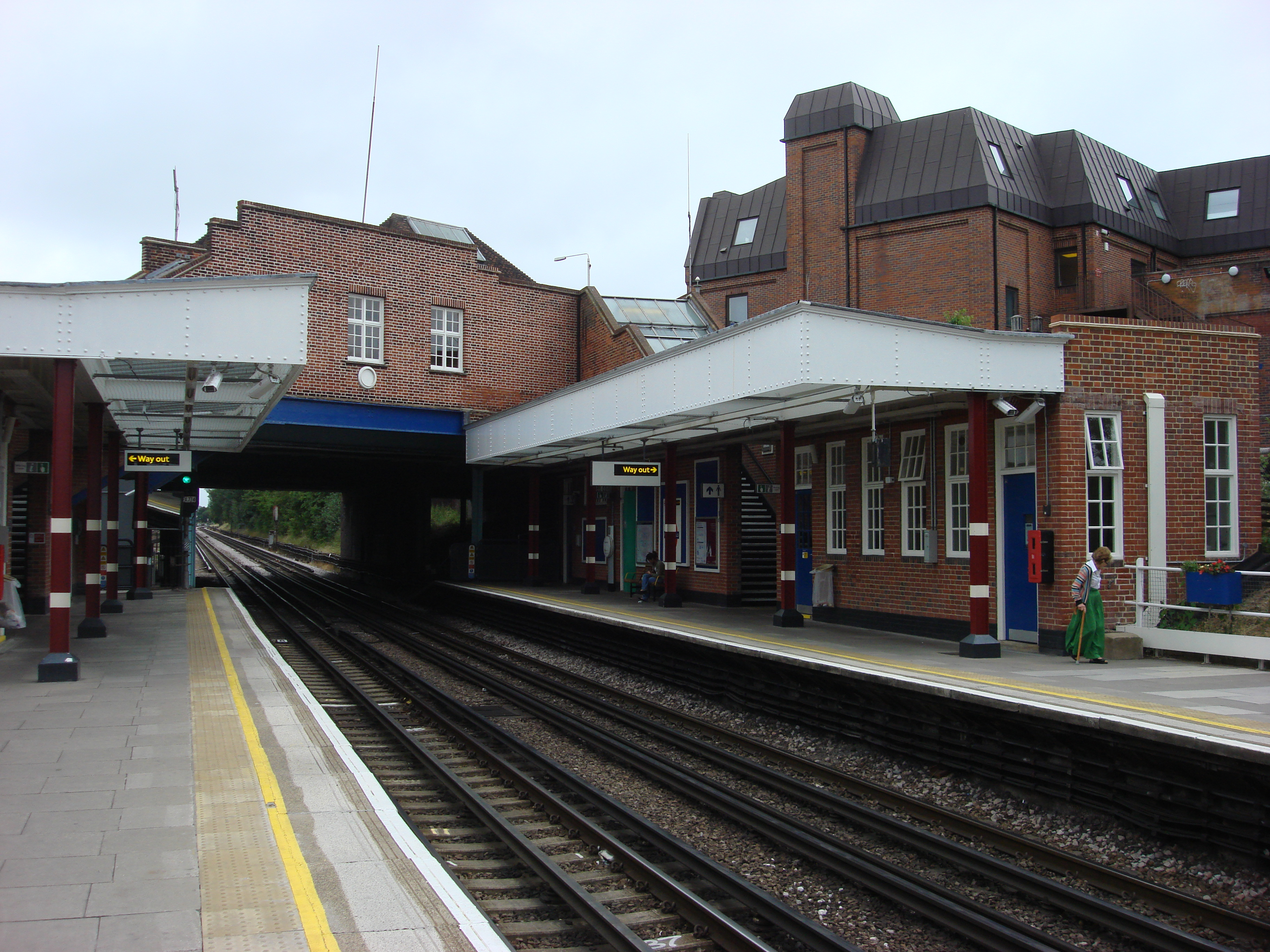
Het stationsgebouw langs het viaduct boven de sporen naar het westen.

## Reizigersdienst
In noordelijke richting wordt het station bediend door metro's naar Watford (4 ritten per uur), Amersham (2 ritten per uur) en Chesham (2 ritten per uur). Tijdens de spitsuren slaan de sneldiensten de stations tussen Harrow-on-the-Hill en Moor park over. In zuidelijke richting rijden buiten de spits 8 metro's per uur waarvan er 4 ten oosten van Baker Street verder rijden van/tot Aldgate.